# Джебет, Рут
Рут Джебет (род. 17 ноября 1996) — легкоатлетка из Бахрейна, специализируется в беге на 3000 метров с препятствиями. Победительница чемпионата Азии 2013 года, олимпийская чемпионка 2016 года.

## Карьера
В возрасте 16 лет, с февраля 2013 года, стала выступать за Бахрейн. В апреле этого же года выиграла кенийские соревнования среди средних школ на дистанциях 3000 метров и 5000 метров.
Первое выступление за Бахрейн состоялось на Панарабском легкоатлетическом чемпионате, заняв там второе место, вслед за марокканской спортсменкой Салимой Элуали Алами, Джебет установила национальный рекорд 9:52,47. Уже в июле, она выиграла Чемпионат Азии, установив рекорд чемпионата 9:40,84.
В 2014 году, в возрасте 17 лет, она выигрывает Чемпионат Мира среди юниоров, обогнав в финале двух кенийских девушек. В том же месяце, во время соревнований в Цюрихе, она установила новый рекорд Азии 9:20,55, не установив только юношеский мировой рекорд (№ 31 за все время).
На летних Олимпийских Играх 2016 года завоевала золотую медаль в беге на 3000 метров с препятствиями, показав время 8:59.75, что сделало её второй самой быстрой бегуньей за всё время в данной дисциплине. 27 августа 2016 в Париже на этапе Бриллиантовой лиги 2016, установила новый мировой рекорд в беге на 3000 метров с препятствиями, показав время 8:52.78 (прежний рекорд принадлежал россиянке Гульнаре Галкиной-Самитовой 8:58,81).